# Massís de les Salines
El massís de les Salines, que separa la comarca de l'Alt Empordà de la zona del Vallespir, forma un espai pirinenc amb trets de la muntanya mitjana. És un massís granític (gneis, granit, etc.) propi de l'eix axial dels Pirineus. Presenta forts desnivells altitudinals, que van des dels 100 metres fins als cims del Roc de Frausa, per damunt del 1.400 metres. El clima és humit i plujós a causa dels vents ascendents provinents del mar que topen amb la muntanya. Conté una gran diversitat de paisatges, resultat de l'acció de tot un seguit de factors (climatològics, litològics, altitudinals, d'orientació, de situació biogeogràfica, etc.), que el fan molt interessant. S'observa un fort contrast entre la plana empordanesa i els contraforts més orientals del Pirineu. És el sector de distribució més oriental per a algunes espècies.

## Biodiversitat
L'Espai del Massís de les Salines representa una zona de canvi, tant de paisatge com de comunitats biològiques, amb una gradació entre els elements mediterranis i els pirinencs, entre la plana empordanesa i un dels contraforts més orientals del Pirineu. És el sector de distribució més oriental per a algunes espècies faunístiques com la serp verda i groga (Hierophis viridiflavus).

### Vegetació i flora
A causa de l'amplitud altitudinal, la vegetació està clarament zonificada: alzinars i suredes (Quercetum ilicis galloprovinciale) des de la plana fins als 500-600 metres; l'alzinar muntanyenc (Quercetum mediterraneo montanum) fins als 800-1.000 metres; les rouredes acidòfiles (Pteridio-Quercetum pubescentis i Querco- Aceretum opali) als ambients frescals i humits fins als 1.000-1.100 metres; la fageda (Luzulo niveae- Fagetum) entre 1.100 i 1.400 metres; i landes i prats acidòfils (Calluno-Genistion) als nivells culminals.
Els elements corològics predominants són els mediterranis i els eurosiberians. Espècies de tendència atlàntica o simplement oceàniques, com la falguera de rei (Osmunda regalis), apareixen de forma esparsa.

### Fauna
La fauna és prou rica i variada. Es pot trobar una gradació entre els elements mediterranis i els pirinencs, molts dels quals tenen el seu límit oriental de distribució, com la serp verda i groga (Hierophis viridiflavus). Una altra espècie interessant, no gaire abundant a Catalunya, és l'oreneta cua-rogenca (Hirundo daurica).

## Protecció
L'Espai Natural Protegit del Massís de les Salines va ser incorporat al PEIN pel Decret 328/1992, pel qual s'aprovava el PEIN. Aquest Espai va ser declarat per primera vegada com a LIC el 1997, com a Zona d'especial protecció per a les aus (ZEPA) el 2005 i, posteriorment, va ser ampliat com a espai Natura 2000 mitjançant l'Acord de, Govern 112/2006, de 5 de setembre, que va aprovar la xarxa Natura 2000 a Catalunya Així mateix, mitjançant el Pla especial se'n va fer la delimitació definitiva. Aquest Pla complementa el règim normatiu bàsic de protecció establert pel PEIN amb determinacions específiques per a aquest Espai.